# Androsace ciliifolia
Androsace ciliifolia är en viveväxtart som beskrevs av Frank Ludlow. Androsace ciliifolia ingår i släktet grusvivor, och familjen viveväxter. Inga underarter finns listade i Catalogue of Life.